# 横廠式一号水上偵察機
横廠式一号水上偵察機（よこしょうしきいちごうすいじょうていさつき）は、大日本帝国海軍が試作した潜水艦搭載偵察機。仮称潜水艦用水上偵察機とも呼ばれる。

## 概要
潜水艦に航空機を搭載する研究のため、横須賀海軍工廠（横廠）で1925年（大正14年）から開発を始め、1927年（昭和2年）5月に1機が完成した。実験は同年から翌1928年（昭和3年）にかけて伊号第二十一潜水艦に格納装置を臨時に設置して行われたが、実用化には至らず、次作となる横廠式二号水上偵察機の開発が開始された。
機体は木金混合骨組みに軽金属および羽布張りの双フロートを持つ単座の複葉機で、設計は1923年（大正12年）に2機がドイツから輸入されたU-1潜水艦搭載偵察機のものを原型としている。簡単に分解することができ、分解した機体は全長7.4 m、直径1.7 mの円筒に納めることが可能。組み立ては作業員5名が従事した場合、約4分で完了する。分解に要する時間は2分。なお、横廠式一号水偵は当時の日本でもっとも小型の航空機だった。

## 諸元
- 全長：6.205 m
- 全幅：7.20 m
- 全高：2.39 m
- 主翼面積：15.2 m2
- 自重：400 kg
- 全備重量：520 kg
- エンジン：瓦斯電 ルローン 空冷回転式星型9気筒（公称80 hp） × 1
- 最大速度：154 km/h
- 航続時間：2時間
- 武装：なし
- 乗員：1名